# Katholisches Institut von Toulouse
Das Katholische Institut von Toulouse  (frz.: Institut Catholique de Toulouse, ICT; lat.: Universitas Studii Tolosana) ist eine von fünf Katholischen Universitäten in Frankreich.

## Geschichte

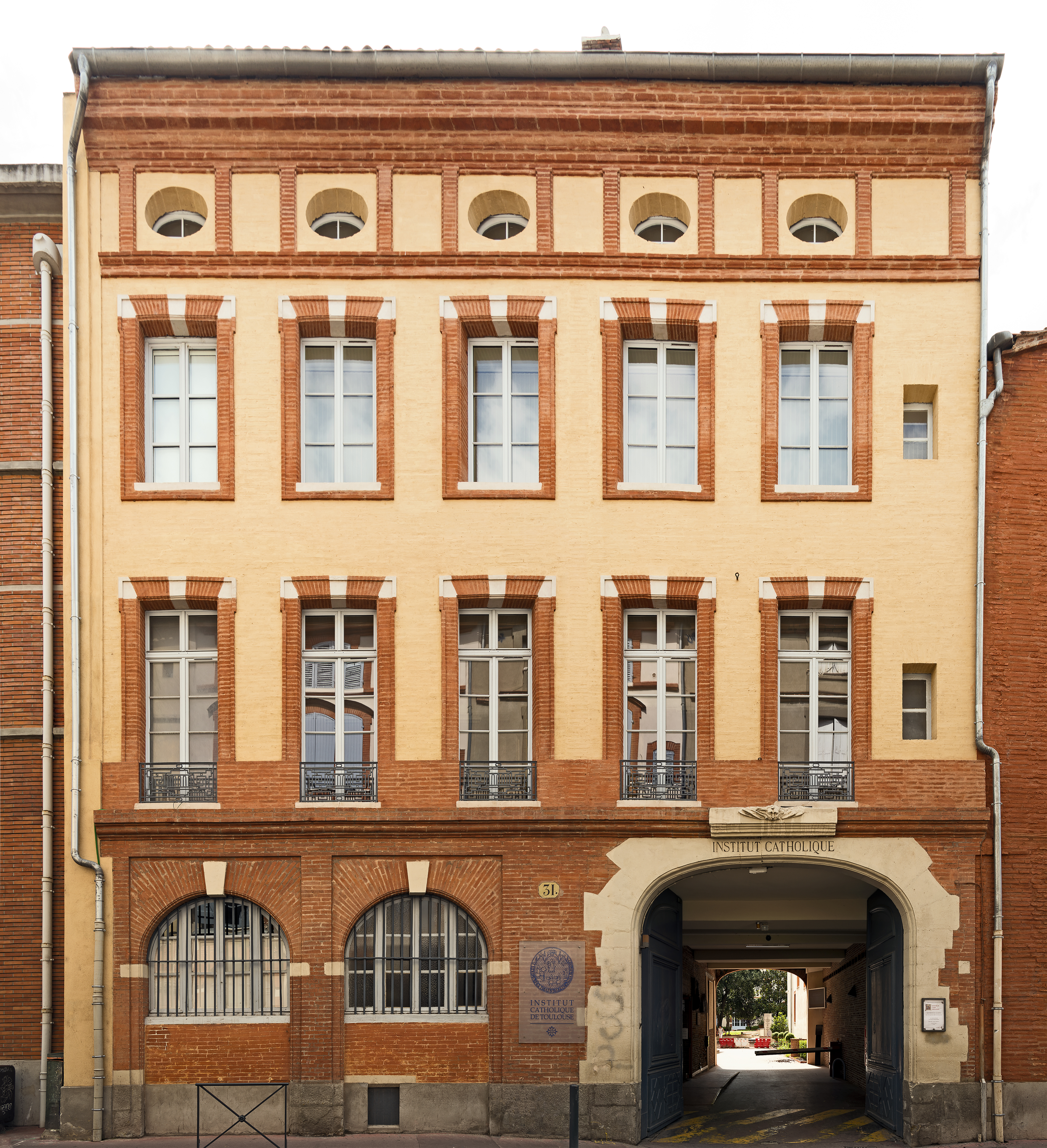
Institut Catholique de Toulouse, Eingang an der Rue de la Fonderie

Im entfernten Sinne ist das Katholische Institut von Toulouse die Nachfolgerin der 1229 gegründeten Universität Toulouse. Am 12. April 1229 unterzeichneten König Ludwig IX. und Graf Raimond VII. von Toulouse nach Abschluss des Albigenserkreuzzuges einen Friedensvertrag, somit war der Weg zur Errichtung einer Universität geebnet. Infolge der Französischen Revolution wurde der Universitätsbetrieb, nach mehr als fünfhundert Jahren Lehrtätigkeit, am 15. September 1793, eingestellt.
Erst mit dem Gesetz vom 12. Juli 1875, in dem die Errichtung von privaten Hochschulen gestattet wurde, wird die Katholische Universität, mit der Unterstützung des französischen Episkopats, neu eröffnet. Ein Gesetz aus dem Jahre 1880 entzog den privaten Universitäten das Recht, sich als Universität zu bezeichnen, seit dieser Zeit trägt sie den Namen „Institut Catholique de Toulouse“.

## Ziele des Instituts
Das Institut ist eine kanonische, somit dem Kirchenrecht unterliegende, Bildungseinrichtung und heißt deshalb auch nach diesem Gesetz  „Universitas Studii Tolosana“, dieses entspricht einem Universitätsstatus.
Darüber hinaus können staatlich anerkannte Abschlüsse in den Fächern Jura, Geschichte, Literatur und Psychologie abgelegt werden. Daneben gibt es noch weitere Bachelor und Masterprogramme.

## Katholisch-theologische Fakultät
Die katholisch-theologische Fakultät ist die älteste Fakultät des ICT. Die Priesteramtskandidaten der südfranzösischen Bistümer, die im Priesterseminar St. Cyprien des Erzbistums Toulouse leben und viele Ordenschristen absolvieren dort ihr Theologiestudium. Darüber hinaus bietet die Fakultät den Abschluss der Licence Canonique. Dieser Aufbaustudiengang wird auch von ausländischen Priestern belegt.
Mit den eigenständigen, aber in Partnerschaft angeschlossenen, Instituten „Institut für Geisteswissenschaften, Theologie und Religionslehre“ (Institut de Science et de Théologie des Religions (ISTR)) und dem „Institut für Religion und pastorale Fragen“ (Institut d’Études Religieuses et Pastorales (IERP)), setzt das Katholische Institut Toulouse Schwerpunkte. Besonders letzteres bietet vielen engagierten Laien die Möglichkeit der zertifizierten Fort- und Weiterbildung.

## Einrichtungen

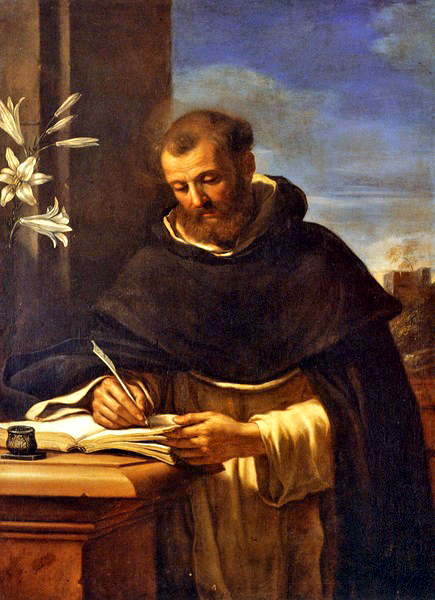
Heiliger Dominikus von Caleruega

Zu den allgemeinen Einrichtungen gehören drei Hörsäle mit audiovisueller Ausstattung mit über 200 Sitzplätzen sowie eine angeschlossene Kantine. Weiterhin verfügt das Institut über mehrere Seminarräume für 10 bis 60 Personen.
Zu den besonderen Einrichtungen zählen die Kapelle St. Claire und ein bemerkenswertes archäologisches Museum.
Auf dem Institutsgelände befindet sich das Maison Seilhan, das Haus des Pierre Seilhan, der die ersten Gefährten des Heiligen Dominikus von Caleruega (Domingo von Guzmán) aufnahm. 1215 wurde in Toulouse der Diözesan-Predigerorden (später Dominikaner) gegründet. Heute befindet sich dort ein kleines Museum, dass die Geschichte des Dominikanerordens erklärt. Die Bibliothek des Instituts trägt den Namen des früheren Dozenten und Konzilstheologen Aimé-Georges Martimort und umfasst mehr als 100.000 Werke.

## Persönlichkeiten
in der Reihenfolge des Geburtsjahres
- Dominikus († 1221), Ordensgründer
- Louis Hackspill (1871–1945), Dozent
- Bruno de Solages (1895–1983), Rektor des Instituts (1931–1964), verstecke Juden während der deutschen Okkupation in der Bibliothek
- Aimé-Georges Martimort (1911–2000), Liturgiewissenschaftler, Peritus des Zweiten Vatikanischen Konzils
- Luc-Thomas Somme (* 1960), Rektor von 2013 bis 2018
- Serge-Thomas Bonino OP (* 1961), Dozent, gleichzeitig Generalsekretär der Internationalen Theologenkommission
- Christian Delarbre (* 1964), Rektor von 2018 bis 2022, Erzbischof von Aix

## Organisation
Die katholisch-theologische Fakultät gibt die theologische Zeitschrift Bulletin de littérature ecclésiastique heraus.

### Fakultäten
- Fakultät für Zivilrecht
- Fakultät für Philosophie
- Fakultät für Literatur und Humanwissenschaften
- Katholisch-Theologische Fakultät
- Fakultät für Kanonisches Recht

### Institute
- Institut für Sprachen und französische Kultur einschließlich Französisch für ausländische Studenten
- Institut für sakrale Musik
- Institut für religiöse Künste
- Institut für Geisteswissenschaften, Theologie und Religionslehre (ISTR)
- Institut für Religion und pastorale Fragen (IERP)